# 蒙特里夏尔城堡

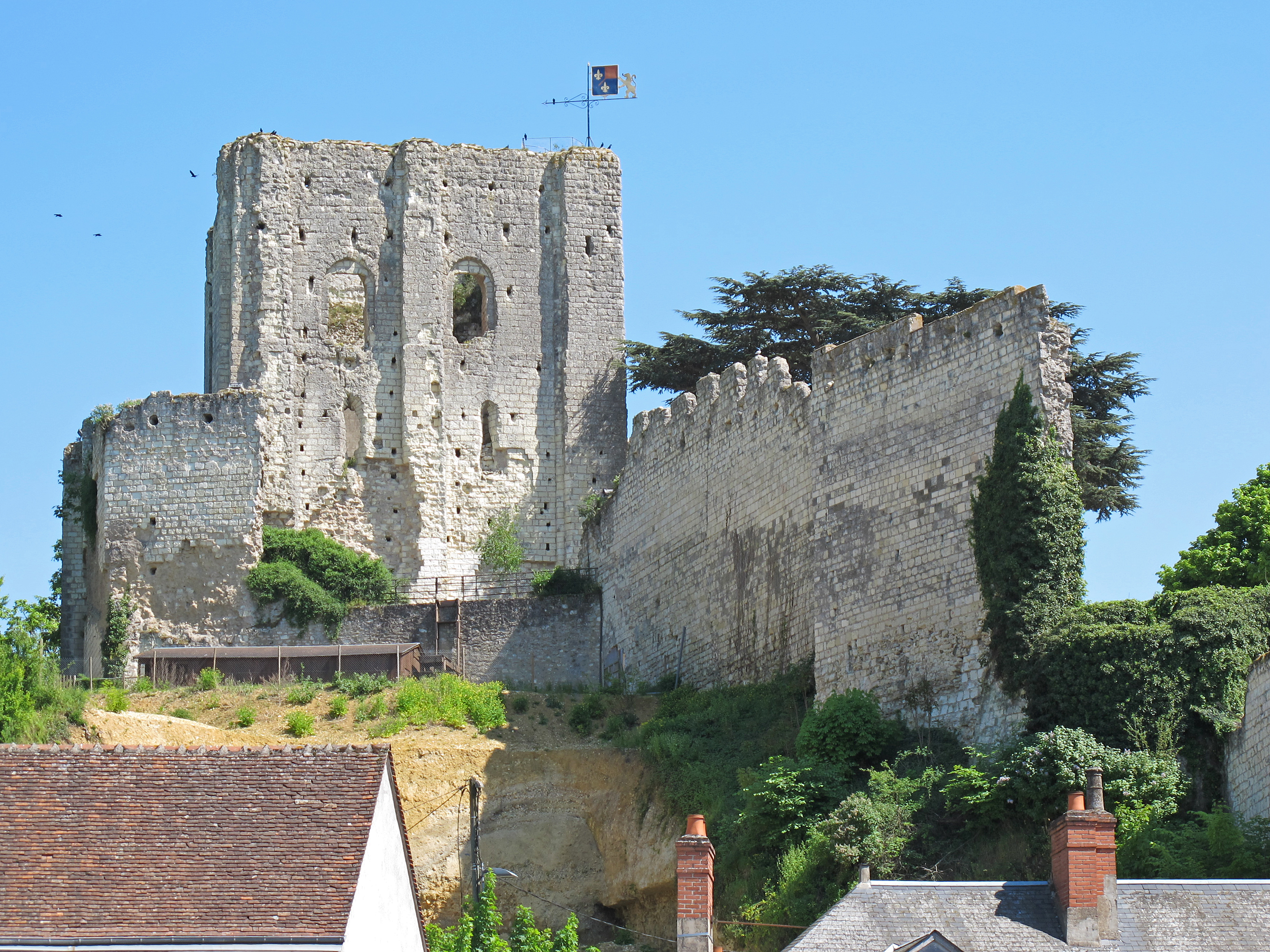
蒙特里夏尔城堡

蒙特里夏尔城堡（Château de Montrichard）是法国一座坍塌的11世纪城堡，位于中央-卢瓦尔河谷大区卢瓦尔-谢尔省布卢瓦区市镇蒙特里沙尔-瓦勒德谢尔的蒙特里夏尔中心。城堡是市镇的财产，1877年由法国文化部列为法国历史遗迹。
蒙特里夏尔城堡由安茹伯爵兴建于11世纪，12世纪重建。1589年亨利四世下令拆除。从城堡主楼的顶部，游客可以很好地看到蒙特里夏尔镇和谢尔河河谷的美景。